# Kiss (groupe sud-coréen)
Pour les articles homonymes, voir Kiss.
Kiss (Korea International Super Star, stylisé KISS) était un trio féminin sud-coréen de K-pop. Leur premier single "Because I'm a Girl" (hangeul: 여자 이니까 ; RR: Yeoja Inikka) a été un hit en 2001,. Dans le vidéoclip, on y voit les acteurs Goo Hye-jin et Shin Hyun-joon, ce qui a participé à l'intérêt du public pour la chanson. La chanson est restée une référence du karaoke en Corée pendant plusieurs années.
Ceci a aidé à faire décoller la carrière de Kiss, qui a rapidement sorti un album juste après. Cependant, le groupe s'est vite séparé à cause de conflits internes qui ne pouvaient pas être résolus.
Après la séparation du groupe, Umji est devenue actrice et s'est mariée, et Jini est retournée aux États-Unis pour continuer sa carrière de chanteuse.
"Because I'm a Girl" a été reprise par beaucoup d'artistes, dont le duo féminin sud-coréen 2NB.
Le groupe s'est reformé pour interprété leur plus gros succès "Because I'm a Girl" le 21 juin 2016 lors de l'émission Two Yoo Project Sugar Man (épisode 36). Il a été révélé au cours de l'émission que les raisons de la séparation du groupe était que l'une des membres était en couple, une affaire que les labels coréens contrôlent généralement avec attention.